# Санта-Сесілія-дель-Алькор
Санта-Сесілія-дель-Алькор (ісп. Santa Cecilia del Alcor) — муніципалітет в Іспанії, у складі автономної спільноти Кастилія-і-Леон, у провінції Паленсія. Населення — 142 особи (2010).
Муніципалітет розташований на відстані близько 190 км на північний захід від Мадрида, 13 км на південний захід від Паленсії.

## Демографія
Динаміка населення (INE ):